# Frans Bauer
François (Frans) Bauer, geboren als François van Doorn (Roosendaal, 30 december 1973), is een Nederlandse volkszanger en presentator, die vanaf de jaren negentig populair werd met zijn eigentijdse vorm van het levenslied. Hij geldt als een van de succesvolste artiesten van Nederland, maar is ook populair in Vlaanderen. Bauer onderscheidt zich door zijn herkenbare stem en met zijn typische levenslied-nummers.
Tot zijn grootste hits behoren Als sterren aan de hemel staan (1994), De regenboog (1997), Heb je even voor mij (2003) en Als ik met jou op wolken zweef (2008). Als televisiepresentator is hij vooral bekend van programma's als Bananasplit, Vive la Frans en Bauer's Zigeunernacht.

## Biografie
Frans Bauer werd geboren als François van Doorn, genoemd naar zijn moeder Wies van Doorn, omdat zijn ouders toen nog niet waren getrouwd. Zijn vader was Chris Bauer (1944-2015). Frans groeide op in een katholiek gezin en bracht zijn jeugd door in een woonwagen. Vanaf jeugdige leeftijd was Bauer vastbesloten zanger te worden. Zijn grote idolen zijn Julio Iglesias, Elvis Presley en Koos Alberts. Door de laatste werd hij tijdens optredens soms op het podium gehaald om Ik verscheurde je foto mee te zingen.
Bauer brak door als zanger met het nummer Als sterren aan de hemel staan (1994) en zou vervolgens uitgroeien tot een succesvol artiest.
Het vermogen van Bauer werd door het blad Quote editie 2012 geschat op 31 miljoen euro. Hij zou daarmee destijds een van de rijkste Nederlanders onder de 40 jaar zijn geweest. Het meeste geld verdiende hij met zijn real-lifesoap en de concerten in Ahoy. In 2004 werd Bauer, onder meer vanwege zijn liefdadigheidswerk, benoemd tot Ridder in de Orde van Oranje-Nassau.
Op 9 mei 2008 huwde Bauer met zijn vriendin Mariska Bauer-van Rossenberg. Samen hebben ze vier zonen. Christiaan Bauer, de oudste zoon van Bauer, heeft zijn eerste nummer onder de naam Chris Bauer op 14 juni 2024 gelanceerd, genaamd 'Vlinders'

## Zangcarrière

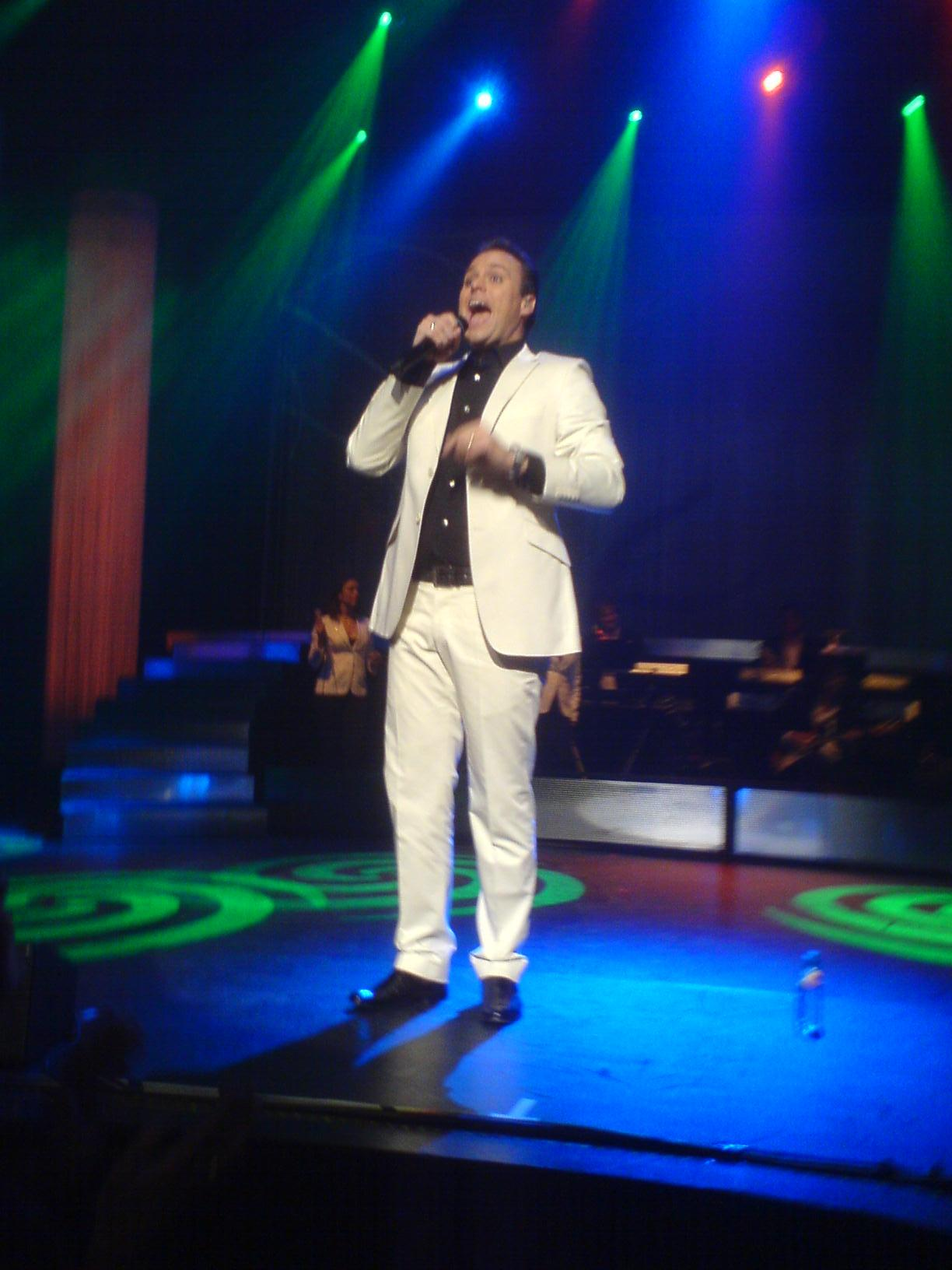
Bauer in het theater.

### Begin
Bauers eigen zangcarrière kreeg vorm in 1987, toen hij onder de hoede van producers Riny Schreijenberg en Emile Hartkamp zijn eerste single Ben je jong opnam. Eerste landelijke bekendheid kreeg hij door het televisieprogramma All you need is love (februari 1992), waarin hij mocht kiezen uit twee vrouwelijke fans om een avondje mee te gaan stappen (een vooropgezet plan om hiermee bekendheid te genereren).

### Doorbraak
Het televisieoptreden zorgde voor naamsbekendheid, maar het duurde, mede door onwil van nationale radiozenders om zijn muziek te draaien, nog tot 1994 voor Bauer met Als sterren aan de hemel staan zijn eerste hit scoorde. Met het Duitstalige schlageralbum Weil Ich Dich Liebe veroverde Bauer in 1997 ook de Duitse markt. De regenboog, een duet met Marianne Weber, was in datzelfde jaar in Nederland een nummer 1-hit. Het jaar 1997 eindigde voor Bauer echter in mineur; twee leden van zijn begeleidingsband kwamen, terugkerend van een optreden, bij een verkeersongeval om het leven. In maart 1998 gaf Bauer zijn eerste reeks concerten in Ahoy Rotterdam. Platenmaatschappijen hadden miljoenen over voor een contract. In 2003 was de realitysoap De Bauers over het gezinsleven van Bauer en zijn vrouw Mariska een veelbekeken televisieprogramma. Het programma won de Gouden Televizier-Ring 2004.  De titelsong van de serie, Heb je even voor mij, groeide uit tot een nummer één hit. Het was de eerste solosingle van Frans Bauer die dubbelplatina werd en waarmee hij de nummer één positie behaalde. In totaal stond de single dertien weken lang op nummer een in de Top 100.
In februari 2004 won Bauer een Gouden Harp; een maand later gevolgd door een Edison. Tevens werd hij tijdens het Edison Gala uitgeroepen tot Beste Zanger Nationaal. Het nieuwe studioalbum, getiteld Daar Heb Je Vrienden Voor, en de DVD Live In Ahoy 2003 bereikten beide de gouden status (40.000 verkochte exemplaren).
Op 27 november verscheen het eerste kerstalbum van Frans Bauer, getiteld Kerst met Frans Bauer. Op dit bijzondere kerstalbum is een aantal  bekende liedjes in een nieuw jasje gestoken en voorzien van een nieuwe Nederlandse tekst. Het merendeel van het album bestaat echter uit nieuwe nummers uit de pen van Emile Hartkamp, Frans’ vaste liedjesschrijver en producer.
In het najaar van 2007 ging de zevende theatertour van Bauer van start, met zo’n 85 uitverkochte concerten. Tevens gaf Bauer in december een viertal stadionconcerten in het GelreDome. GelreDome was op dat moment het grootste theater waarin Bauer heeft opgetreden.

### Verdere successen
In februari 2005 gaf Bauer vier concerten in een uitverkocht Sportpaleis in Antwerpen. Daarnaast ging de succesvolle serie De Bauers in Vlaanderen van start en groeide uit tot het best bekeken programma in België.
Voor december 2006 stonden een vijftiental concerten in Ahoy gepland, die echter uitgesteld moesten worden. Reden hiervoor was de vondst van een poliep op zijn stembanden, waaraan Bauer geopereerd moest worden. De uitgestelde concerten hebben in april en mei 2007 plaatsgevonden.
Op 12 april 2007 verscheen zijn biografie Frans Bauer, geschreven door Louis Bovée, met daarin drie hoofdthema's: de liefde, het geluk en het verdriet (en toch weer geluk). Tevens bereikte de single Kom dans met mij de nummer één positie in de Vlaamse hitlijst. Het was een duet met de zangeres Laura Lynn.
Op 10 oktober 2007 werd het lied Mijn vaderland verkozen tot het favoriete nieuwe volkslied. Dit gebeurde in een programma van de VPRO.
In december 2007 gaf Bauer een serie van achttien concerten in Ahoy Rotterdam, waaronder drie speciale kerstconcerten. In januari 2008 stond hij opnieuw in het Antwerpse Sportpaleis.
In 2008 maakte Bauer zijn comeback in Duitsland met zijn album Schön war die Zeit en een tv-optreden in Das Herbstfest der Volksmusik.
In het najaar van 2008 besloten Bauer en Marianne Weber na tien jaar opnieuw een samenwerking aan te gaan. Met de nieuwe single Als ik met jou op wolken zweef  behaalden ze de nummer één positie en stonden zij wekenlang in de top 10 van de Nederlandse hitlijsten. Het succes werd bekroond door een platinastatus van het album Frans Bauer & Marianne Weber. Tevens gaven ze in december 2008 een reeks eenmalige concerten in Ahoy.
In het najaar van 2009 startte de tournee Frans Bauer Live In Concert VIII. In 2011 stond Bauer wederom in Ahoy met een reeks uitverkochte concerten. Tevens vond dat jaar de release plaats van de nieuwe album Gloednieuw, waarvan het nummer Mijn hart gaat zo tekeer meteen op nummer 1 stond. In 2010 en 2014 stond Bauer vier avonden in de ArenA. Tijdens Toppers in concert 2022 waren dat drie avonden.
Na 2014 kwam Bauer steeds vaker met nummers vol jolige teksten onder een carnavaleske beat, zoals Skippybal en Ratatadadada, in de hoop een breed publiek te scoren. In 2016 keerde hij met zijn nieuwe album Geluk, Hoop & Liefde terug naar zijn muzikale roots. In oktober 2017 won hij een BUMA NL Award voor het album. In 2018 bracht hij opnieuw een puur levensliedalbum uit, dat toepasselijk Levenslied heet.

## Televisie

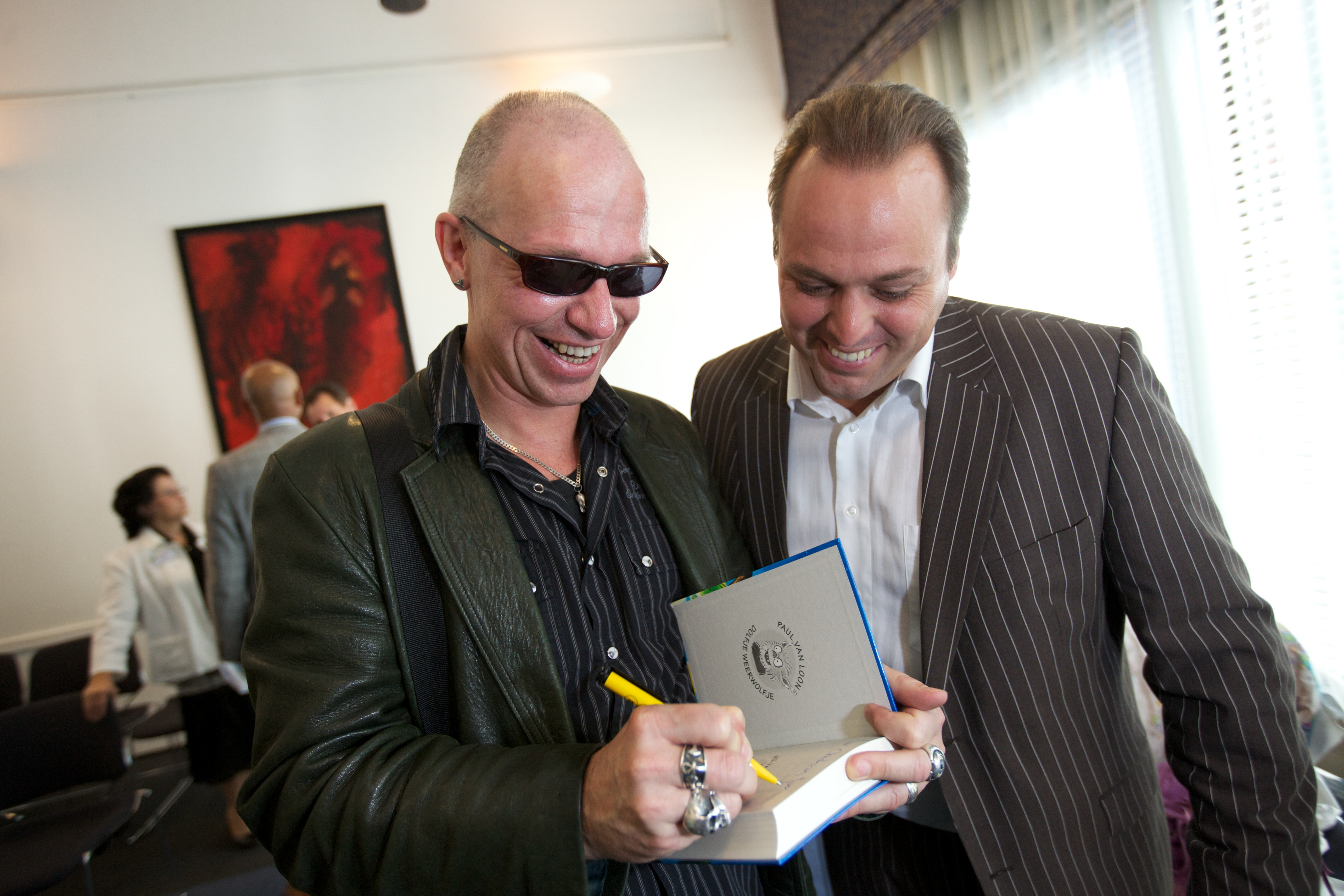
Paul van Loon signeert een boek voor Bauer

In 1996 presenteerde Bauer een zomeruitzending van het TROS-muziekprogramma 'Op Nieuwe Toeren'. Deze muziekspecial stond volledig in het teken van Bauer, met liedjes van zijn toen laatste single (Julio Medley, van het album 'Veel Liefs') en zijn nieuwste album 'Voor Jou'.
In 1998 was Bauer als 'Vraag Maar Raak-gast' te zien in het kinderprogramma Telekids, waarbij hij in het programmaonderdeel Pittige tijden de rol speelde van Frans Bauer Kabouter.
In 2003 gaf Bauer een reeks concerten in Ahoy Rotterdam. De weg naar Ahoy was te volgen op televisie in zijn eigen realitysoap De Bauers. Een jaar later ontving de familie Bauer een Gouden Televizierring voor de real-life soap. Het gebeurde nog niet eerder dat een zanger deze gerenommeerde televisieprijs in ontvangst mocht nemen. De serie kreeg in 2006-2007 een vervolg met de reeks De Bouwers, waarbij werd gekeken achter de schermen naar de voorbereidingen van de reeks concerten die in 2006 zouden worden gehouden, maar door het uitstellen wegens een geconstateerde poliep een jaar vertraging opliep. In 2024 was er het vervolg De Bauers - 20 jaar later.
In september 2008 was bij de TROS de realitysoap Frans & Marianne te zien, waarin Bauer, samen met Marianne Weber gevolgd werden bij hun activiteiten rondom de productie en lancering van hun nieuwe single en album.
Bauer presenteerde vanaf februari 2009 een nieuwe reeks afleveringen van Bananasplit bij de TROS. Het was zijn debuut als presentator. De afleveringen werden door zo'n drie miljoen mensen bekeken, waarmee het een van de succesvolste programma's op de hedendaagse Nederlandse televisie was. Het eerste seizoen was zo'n succes dat de TROS besloot om meerdere seizoenen uit te brengen. In januari 2015 kwam er een zesde en vooralsnog laatste seizoen van Bananasplit met Bauer op de buis.
In 2010 nam Bauer deel aan het programma De beste zangers van Nederland. Hij had een cameo in de Vlaamse serie Familie.
In 2012 presenteerde Bauer voor de TROS het programma Bauer's Zigeunernacht, waarin hij terugging naar zijn afkomst en samen met zijn broer Dorus verschillende gasten ontving in een woonwagen in Hongarije. Dat werd hem niet in dank afgenomen door Rocca Petalo. Een jaar later kwam er een vervolg op het programma onder de naam Vive la Frans, waar hij gasten ontving op een camping in Frankrijk. 
In datzelfde jaar had hij ook een optreden als zichzelf in seizoen 5, 1e aflevering van Flikken Maastricht.
In 2015 presenteerde hij bij de AVROTROS het programma What the Frans?!, waarin hij gewone mensen in het geheim iets liet leren waarmee de familie en vrienden daarna verrast worden. Tevens startte Bauer een vlogkanaal op YouTube waarop hij mensen wekelijks laat meekijken in zijn eigen leven, bijvoorbeeld tijdens optredens, verjaardagen en vakanties. Het vlogkanaal had binnen enkele maanden 10.000 abonnees en de vlogs werden in sommige gevallen meer dan 40.000 maal bekeken. Bij elkaar zijn Bauers video's inmiddels meer dan 3,9 miljoen keer bekeken.
Begin 2018 presenteerde hij in aanloop naar de Olympische Winterspelen de Curling Quiz, waarin bekende Nederlanders curling speelden in combinatie met het beantwoorden van vragen. Het commentaar bij deze quiz werd verzorgd door oud-voetbalcommentator Evert ten Napel. Tevens was Bauer met zijn gezin te zien in het RTL 4-programma Groeten uit 19xx. Daarnaast kwam hij met een nieuwe serie op televisie onder de naam Frans Bauer in Amerika, waarin hij samen met zijn vrouw Mariska de Verenigde Staten bezocht. In 2019 kwam een vervolg op deze serie: Frans Bauer in China. Hierin reisde hij met zijn vrouw door China.
In april 2019 maakte Bauer de overstap van televisiezender AVROTROS naar RTL 4, om daar nieuwe programma's te bedenken en te presenteren. Sinds augustus 2019 is Bauer te zien als coach in het televisieprogramma The Voice Senior, dit was het eerste programma waar Bauer na zijn overstap aan meewerkte.
In begin 2020 was hij samen met zijn vrouw Mariska Bauer te zien in het RTL 4-programma De Bauers in Argentinië. Later dat jaar presenteerde Bauer het programma Goed Voor Elkaar, waarin hij op bezoek ging bij mensen die iets goeds doen voor de samenleving. Ook deed Bauer in 2020 op oudejaarsavond als sneeuwpop mee aan de oudejaarsspecial van The Masked Singer.
In het voorjaar van 2021 is hij samen met Mariska te zien in het RTL 4-programma De Bauers: Bestemming Onbekend. Op 31 augustus van dat jaar verscheen op RTL 4 de eerste aflevering van zijn programma Tour de Frans. In het programma gaat Bauer met Angela Groothuizen, Jan Dulles, Berget Lewis, Jamai Loman, Donnie en Danny de Munk in een tourbus naar de plaats waar een van hen is opgegroeid. Het gezelschap sluit elke dag af met een miniconcert voor de artiest die die dag centraal stond. Sinds het voorjaar van 2022 is Bauer als panellid te zien in het RTL 4-programma Secret Duets.
In het voorjaar van 2022 werd Bauer geïnterviewd door Jeroen van der Boom in het programma Hoge Bomen.
In het najaar van 2023 startte het programma Leven zonder Letters op AVROTROS.  In het programma portretteerde Frans Bauer mensen die laaggeletterd zijn.
In het voorjaar van 2024 werd de 8-delige AVROTROS realityserie De Bauers - 20 jaar later uitgezonden.
Eind 2024 gaf de familie Bauer opnieuw een kijkje in hun dagelijkse leven met een vierdelige AVROTROS realityserie Kerst met de Bauers. In 2025 was Bauer hoofdgast in het televisieprogramma Het Holland Huis.

## Film
In december 2005 maakte Bauer zijn debuut op het witte doek. In de film Plop en het Vioolavontuur van Studio 100 speelde Bauer een excentrieke muzikale kabouter genaamd Amadeus.
In 2009 acteerde hij voor de tweede keer. Hij speelde de rol van kapitein in de film Sinterklaas en de Verdwenen Pakjesboot.
Zijn derde acteerklus was in 2010, ditmaal alleen met zijn stem. In Wickie de Viking sprak hij de Nederlandse stem van Viking Ulme in.
Vanaf 13 oktober 2010 was Bauer te zien als de kapitein van de Pakjes-Boeing van Sinterklaas in de film Sinterklaas en het Pakjes Mysterie.
In 2012 was hij te zien in Flikken Maastricht als zichzelf. In dat jaar nam hij eveneens de rol van Petrus op zich tijdens The Passion.

## Discografie

### Albums
| Album met eventuele hitnotering(en) in de Nederlandse Album Top 100 | Datum van verschijnen | Datum van binnenkomst | Hoogste positie | Aantal weken | Opmerkingen                  |
| ------------------------------------------------------------------- | --------------------- | --------------------- | --------------- | ------------ | ---------------------------- |
| Op weg naar het geluk                                               | 1993                  | 16-09-1995            | 66              | 16           |                              |
| Frans Bauer                                                         | 1994                  | 01-10-1994            | 20              | 84           |                              |
| Veel liefs                                                          | 1995                  | 14-10-1995            | 6               | 77           |                              |
| Voor jou                                                            | 1996                  | 31-08-1996            | 1(3wk)          | 45           |                              |
| Liebesbriefe                                                        | 1996                  | 05-10-1996            | 16              | 31           |                              |
| Frans Bauer & Marianne Weber                                        | 1997                  | 26-04-1997            | 1(3wk)          | 27           | met Marianne Weber           |
| Weil ich dich liebe                                                 | 1997                  | 04-10-1997            | 7               | 22           |                              |
| Wat ik je zeggen wil                                                | 1998                  | 18-04-1998            | 1(2wk)          | 23           |                              |
| Live in Ahoy                                                        | 1998                  | 12-09-1998            | 5               | 31           | Livealbum                    |
| Was dir mein herz nicht sagen kann                                  | 1998                  | 10-10-1998            | 32              | 18           |                              |
| Frans Bauer & Corry Konings                                         | 1999                  | 29-05-1999            | 1(1wk)          | 21           | met Corry Konings            |
| Samen met jou                                                       | 1999                  | 02-10-1999            | 1(2wk)          | 20           |                              |
| Für dich - Die 32 schönsten liebeslieder                            | 1999                  | 23-10-1999            | 62              | 3            | Verzamelalbum                |
| Ganz tief ins herz                                                  | 2000                  | 20-05-2000            | 14              | 6            |                              |
| Wat ik zou willen                                                   | 2000                  | 29-07-2000            | 2               | 32           | met Marianne Weber           |
| Zijn grootste hits                                                  | 2000                  | 02-12-2000            | 8               | 28           | Verzamelalbum                |
| Wer an träume glaubt                                                | 2001                  | 08-09-2001            | 40              | 5            |                              |
| Durf te dromen                                                      | 16-10-2001            | 27-10-2001            | 2               | 18           |                              |
| Kerstfeest met Frans Bauer                                          | 2001                  | 08-12-2001            | 6               | 13           | met Marianne Weber           |
| Live in Ahoy 2001                                                   | 2002                  | 11-05-2002            | 5               | 16           | Livealbum                    |
| Dicht bij jou                                                       | 21-10-2002            | 26-10-2002            | 1(2wk)          | 63           |                              |
| 'n Ons geluk                                                        | 06-10-2003            | 11-10-2003            | 1(12wk)         | 50           |                              |
| Grenzenlos                                                          | 2003                  | 01-11-2003            | 67              | 3            |                              |
| Daar heb je vrienden voor                                           | 2004                  | 16-10-2004            | 1(1wk)          | 42           |                              |
| 10 Jaar hits                                                        | 2006                  | 22-10-2005            | 4               | 41           | Verzamelalbum                |
| Om van te dromen                                                    | 21-10-2005            | 29-10-2005            | 2               | 36           |                              |
| Liefde is...                                                        | 2006                  | 22-04-2006            | 18              | 10           |                              |
| Voor altijd                                                         | 20-10-2006            | 28-10-2006            | 1(2wk)          | 27           |                              |
| Bauer top 100                                                       | 2006                  | 04-11-2006            | 17              | 27           |                              |
| Live in Ahoy 2006                                                   | 2006                  | 24-11-2007            | 6               | 14           | Livealbum / dvd & cd         |
| Zijn 50 mooiste duetten                                             | 2008                  | 04-10-2008            | 27              | 8            |                              |
| Frans & Marianne                                                    | 17-10-2008            | 25-10-2008            | 1(1wk)          | 19           | met Marianne Weber / Platina |
| Voor elke dag                                                       | 19-10-2009            | 24-10-2009            | 3               | 16           | Goud                         |
| Gloednieuw                                                          | 28-10-2011            | 05-11-2011            | 1(1wk)          | 18           |                              |
| De mooiste jaren komen nog                                          | 14-10-2013            | 19-10-2013            | 1(1wk)          | 23           |                              |
| Lieve schat                                                         | 31-10-2014            | 08-11-2014            | 1(1wk)          | 15           |                              |
| Geluk, hoop en liefde                                               | 07-10-2016            | 15-10-2016            | 1(1wk)          | 12           |                              |
| Levenslied                                                          | 02-03-2018            | 10-03-2018            | 2               | 8            |                              |
| Ik heb je lief                                                      | 18-10-2019            | 26-10-2019            | 4               | 7            |                              |

| Album met hitnotering(en) in de Vlaamse Ultratop 200 albums | Datum van verschijnen | Datum van binnenkomst | Hoogste positie | Aantal weken | Opmerkingen                   |
| ----------------------------------------------------------- | --------------------- | --------------------- | --------------- | ------------ | ----------------------------- |
| Voor jou                                                    | 1996                  | 21-09-1996            | 47              | 4            |                               |
| Frans Bauer & Marianne Weber                                | 1997                  | 10-05-1997            | 27              | 10           | met Marianne Weber            |
| Weil ich dich liebe                                         | 1997                  | 11-10-1997            | 50              | 1            |                               |
| Wat ik je zeggen wil                                        | 1998                  | 18-04-1998            | 22              | 7            |                               |
| Frans Bauer & Corry Konings                                 | 1999                  | 05-06-1999            | 2               | 21           | met Corry Konings             |
| Samen met jou                                               | 1999                  | 09-10-1999            | 6               | 17           |                               |
| Wat ik zou willen                                           | 2000                  | 05-08-2000            | 11              | 11           | met Marianne Weber            |
| Zijn grootste hits                                          | 2000                  | 09-12-2000            | 22              | 13           | Verzamelalbum / Goud          |
| Durf te dromen                                              | 2001                  | 03-11-2001            | 6               | 9            |                               |
| Live in Ahoy 2001                                           | 2002                  | 18-05-2002            | 37              | 2            | Livealbum                     |
| Dicht bij jou                                               | 2002                  | 02-11-2002            | 2               | 12           | Goud                          |
| 'n Ons geluk                                                | 2003                  | 18-10-2003            | 7               | 36           |                               |
| Daar heb je vrienden voor                                   | 2004                  | 16-10-2004            | 8               | 45           |                               |
| Kerstfeest met Frans Bauer                                  | 2004                  | 11-12-2004            | 53              | 7            |                               |
| 10 Jaar hits                                                | 2005                  | 22-10-2005            | 1(4wk)          | 49           | Verzamelalbum / Platina       |
| Om van te dromen                                            | 2005                  | 29-10-2005            | 4               | 36           |                               |
| Liefde is...                                                | 2006                  | 22-04-2006            | 1(2wk)          | 26           | Platina                       |
| Voor altijd                                                 | 2006                  | 28-10-2006            | 2               | 29           |                               |
| Bauer Top 100                                               | 2006                  | 11-11-2006            | 7               | 18           | Goud                          |
| Duetten                                                     | 2008                  | 03-05-2008            | 1(4wk)          | 26           | met Laura Lynn / 2x Platina   |
| 'n Zalige zomer                                             | 2008                  | 21-06-2008            | 5               | 2            |                               |
| Frans & Marianne                                            | 2008                  | 25-10-2008            | 8               | 6            | met Marianne Weber            |
| Zomer hits Top 50                                           | 22-06-2009            | 04-07-2009            | 30              | 14           |                               |
| Voor elke dag                                               | 2009                  | 24-10-2009            | 10              | 12           |                               |
| Back to back                                                | 06-05-2011            | 14-05-2011            | 10              | 16           | met Laura Lynn / Verzamelabum |
| Gloednieuw                                                  | 2011                  | 05-11-2011            | 27              | 12           |                               |
| De mooiste jaren komen nog                                  | 2013                  | 19-10-2013            | 5               | 31           |                               |
| Lieve schat                                                 | 2014                  | 08-11-2014            | 4               | 29           |                               |
| Geluk, hoop en liefde                                       | 2016                  | 15-10-2016            | 3               | 33           |                               |
| Levenslied                                                  | 2018                  | 10-03-2018            | 1               | 30           |                               |
| De Bauer 100                                                | 2018                  | 17-11-2018            | 114             | 7            |                               |
| Ik heb je lief                                              | 2019                  | 26-10-2019            | 3               | 18           |                               |

### Singles
| Single met eventuele hitnotering(en) in de Nederlandse Top 40 | Datum van verschijnen | Datum van binnenkomst | Hoogste positie | Aantal weken | Opmerkingen                                                                      |
| ------------------------------------------------------------- | --------------------- | --------------------- | --------------- | ------------ | -------------------------------------------------------------------------------- |
| Als sterren aan de hemel staan                                | 1994                  | 03-09-1994            | 17              | 12           | Nr. 14 in de Single Top 100                                                      |
| Het leven is te mooi                                          | 1995                  | 14-01-1995            | 33              | 3            | Nr. 30 in de Single Top 100                                                      |
| Waarom heb jij mij verlaten                                   | 1995                  | 20-05-1995            | 25              | 3            | Nr. 25 in de Single Top 100                                                      |
| 'n Dag uit duizend dromen                                     | 1995                  | 26-08-1995            | 16              | 10           | Nr. 12 in de Single Top 100                                                      |
| Verloren                                                      | 1995                  | 09-12-1995            | 36              | 2            | Nr. 33 in de Single Top 100                                                      |
| Julio medley                                                  | 1996                  | 09-03-1996            | 15              | 8            | Nr. 12 in de Single Top 100                                                      |
| Op rode rozen vallen tranen                                   | 1996                  | 03-08-1996            | 9               | 7            | Nr. 8 in de Single Top 100                                                       |
| Buenos dias weisse taube                                      | 1996                  | 21-09-1996            | 18              | 4            | Nr. 17 in de Single Top 100                                                      |
| Nu zijn we alle twee artiesten                                | 1996                  | 12-10-1996            | 16              | 4            | met Vader Abraham / Nr. 11 in de Single Top 100                                  |
| Eens komt er voor jou een dag                                 | 1996                  | 30-11-1996            | tip2            | -            | Nr. 39 in de Single Top 100                                                      |
| De regenboog                                                  | 1997                  | 15-03-1997            | 1(3wk)          | 12           | met Marianne Weber / Nr. 1 in de Single Top 100                                  |
| Eens schijnt weer de zon                                      | 1997                  | 14-06-1997            | 4               | 4            | met Marianne Weber / Nr. 18 in de Single Top 100                                 |
| Bella Madonna                                                 | 1997                  | 20-09-1997            | 10              | 5            | Nr. 29 in de Single Top 100                                                      |
| Ich träum von dir heut nacht (weil ich dich liebe)            | 1997                  | 15-11-1997            | tip7            | -            | Nr. 84 in de Single Top 100                                                      |
| Wat ik je zeggen wil                                          | 1998                  | 07-03-1998            | 4               | 8            | Nr. 10 in de Single Top 100                                                      |
| Op zoek naar jouw liefde                                      | 1998                  | 23-05-1998            | 17              | 4            | Nr. 31 in de Single Top 100                                                      |
| Ik wil met jou dansen                                         | 1998                  | 18-07-1998            | 25              | 3            | Nr. 45 in de Single Top 100                                                      |
| Diep in mijn hart                                             | 1999                  | 10-04-1999            | 4               | 10           | met Corry Konings / Nr. 5 in de Single Top 100                                   |
| Die zomernachten van San José                                 | 1999                  | 12-06-1999            | 27              | 2            | met Corry Konings / Nr. 54 in de Single Top 100                                  |
| De luchtballon                                                | 1999                  | 25-09-1999            | 28              | 2            | Nr. 14 in de Single Top 100                                                      |
| Torero                                                        | 1999                  | -                     |                 |              | Nr. 26 in de Single Top 100                                                      |
| Jouw ogen stralen als de zon                                  | 2000                  | -                     |                 |              | Nr. 34 in de Single Top 100                                                      |
| Wat ik zou willen                                             | 2000                  | 08-07-2000            | 33              | 4            | met Marianne Weber / Nr. 15 in de Single Top 100                                 |
| Kijk in m'n ogen                                              | 2000                  | -                     |                 |              | met Marianne Weber / Nr. 46 in de Single Top 100                                 |
| 'n Beetje liefde                                              |                       | 22-09-2001            | 25              | 4            | Nr. 11 in de Single Top 100                                                      |
| Ay, ay, ay... 'n beetje amore                                 | 2001                  | -                     |                 |              | Nr. 60 in de Single Top 100                                                      |
| Zie je al die zonnestralen                                    | 2002                  | -                     |                 |              | Nr. 26 in de Single Top 100                                                      |
| Eens schijnt voor jou de zon / Heb je even voor mij           | 2002                  | 05-10-2002            | 34              | 3            | Nr. 5 in de Single Top 100                                                       |
| Zeven rozen zeven jaren                                       | 2002                  | -                     |                 |              | Nr. 25 in de Single Top 100                                                      |
| Jouw hart is als chocolade                                    | 2003                  | -                     |                 |              | Nr. 32 in de Single Top 100                                                      |
| 'n Ons geluk                                                  | 2003                  | 20-09-2003            | 15              | 4            | Nr. 7 in de Single Top 100                                                       |
| Heb je even voor mij                                          | 2003                  | 22-11-2003            | 1(2wk)          | 18           | Nr. 1 in de Single Top 100                                                       |
| Had ik maar nooit naar jou gekeken                            | 2004                  | 09-10-2004            | 6               | 4            | Nr. 3 in de Single Top 100                                                       |
| Als je iets kan doen                                          | 06-01-2005            | 15-01-2005            | 1(4wk)          | 9            | Als onderdeel van Artiesten voor Azië / Nr. 1 in de Single Top 100 / Alarmschijf |
| Hé lekker ding                                                | 2005                  | 08-10-2005            | 6               | 6            | Nr. 2 in de Single Top 100                                                       |
| Weet dat het zonnetje schijnt                                 | 2005                  | 10-12-2005            | tip2            | -            | met Kabouter Plop / Nr. 14 in de Single Top 100                                  |
| 'n Beetje zonneschijn                                         | 2006                  | -                     |                 |              | Nr. 42 in de Single Top 100                                                      |
| De leipe Bauer flavour                                        | 2006                  | -                     |                 |              | met Ali B & Lange Frans / Nr. 14 in de Single Top 100                            |
| Un dos très                                                   | 2006                  | 30-09-2006            | 10              | 5            | Nr. 6 in de Single Top 100                                                       |
| 1000 Lieve woorden                                            | 2007                  | 21-04-2007            | 14              | 5            | Nr. 9 in de Single Top 100                                                       |
| Van de nacht maken wij 'n fiësta                              | 2007                  | -                     |                 |              | Nr. 49 in de Single Top 100                                                      |
| Al duurt de nacht tot morgenvroeg                             | 2008                  | 19-04-2008            | tip2            | -            | met Laura Lynn / Nr. 21 in de Single Top 100                                     |
| Als ik met jou op wolken zweef                                | 12-09-2008            | 04-10-2008            | 5               | 6            | met Marianne Weber / Nr. 1 in de Single Top 100                                  |
| Amore lacht                                                   | 21-11-2008            | -                     |                 |              | met Marianne Weber / Nr. 88 in de Single Top 100                                 |
| Geen woorden                                                  | 18-09-2009            | 17-10-2009            | tip3            | -            | Nr. 3 in de Single Top 100                                                       |
| Wat moet ik toch zonder jou                                   | 01-04-2011            | -                     |                 |              | Nr. 65 in de Single Top 100                                                      |
| Mijn hart gaat zo tekeer                                      | 23-09-2011            | -                     |                 |              | Nr. 4 in de Single Top 100                                                       |
| De wereld is een gekkenhuis                                   | 2012                  | 21-01-2012            | tip14           | -            | Nr. 17 in de Single Top 100                                                      |
| Koningin van alle mensen                                      | 16-04-2013            | 27-04-2013            | 6               | 3            | als onderdeel van RTL Boulevard United / Nr. 1 in de Single Top 100 / Goud       |
| Doe nou niet                                                  | 29-08-2013            | 14-09-2013            | tip15           | -            | Nr. 8 in de Single Top 100                                                       |
| De mooiste jaren die komen nog                                | 2013                  | -                     |                 |              | Nr. 46 in de Single Top 100                                                      |
| Skippybal                                                     | 28-05-2014            | -                     |                 |              | Nr. 37 in de Single Top 100                                                      |
| Ratatadadada                                                  | 26-09-2014            | 04-10-2014            |                 |              | Nr. 87 in de Single Top 100                                                      |
| Geen centen, maar spullen                                     | 2020                  | 25-01-2020            | tip5            | -            | met Donnie / Nr. 65 in de Single Top 100                                         |
| Vaya con Dios                                                 | 2022                  | 17-12-2022            | tip23           | -            | met Sieneke                                                                      |

| Single met hitnotering(en) in de Vlaamse Ultratop 50 | Datum van verschijnen | Datum van binnenkomst | Hoogste positie | Aantal weken | Opmerkingen                                               |
| ---------------------------------------------------- | --------------------- | --------------------- | --------------- | ------------ | --------------------------------------------------------- |
| De regenboog                                         | 1997                  | 03-05-1997            | tip16           | -            | met Marianne Weber                                        |
| Ik pluk 'n ster                                      | 1999                  | 13-03-1999            | 45              | 2            |                                                           |
| Diep in mijn hart                                    | 1999                  | 01-05-1999            | tip15           | -            | met Corry Konings                                         |
| Heb je even voor mij                                 | 2004                  | 24-01-2004            | 6               | 21           |                                                           |
| Had ik maar nooit naar jou gekeken                   | 2004                  | 09-10-2004            | 25              | 9            |                                                           |
| Hé lekker ding                                       | 2005                  | 01-10-2005            | 7               | 10           |                                                           |
| Weet dat het zonnetje schijnt                        | 2005                  | 10-12-2005            | 11              | 11           | met Kabouter Plop                                         |
| 'n Beetje zonneschijn                                | 2006                  | 01-04-2006            | 35              | 3            |                                                           |
| Un dos très                                          | 2006                  | 30-09-2006            | 21              | 7            |                                                           |
| 1000 Lieve woorden                                   | 2007                  | 12-05-2007            | 50              | 1            |                                                           |
| Van de nacht maken wij 'n fiësta                     | 2007                  | 25-08-2007            | 48              | 1            |                                                           |
| Kom dans met mij                                     | 2007                  | 10-11-2007            | 1(4wk)          | 15           | met Laura Lynn / Nr. 1 in de Vlaamse Top 10               |
| Al duurt de nacht tot morgenvroeg                    | 2008                  | 05-04-2008            | 1(1wk)          | 10           | met Laura Lynn / Nr. 1 in de Vlaamse Top 10               |
| Als ik de lichtjes in jouw ogen zie                  | 2008                  | 05-07-2008            | 3               | 6            | met Laura Lynn / Nr. 1 in de Vlaamse Top 10               |
| Als ik met jou op wolken zweef                       | 2008                  | 27-09-2008            | 36              | 2            | met Marianne Weber                                        |
| Feesten met de Sam                                   | 2013                  | 09-02-2013            | tip14           | -            | met Sam Gooris & The Sunsets / Nr. 1 in de Vlaamse Top 10 |
| Doe nou niet                                         | 2013                  | 28-09-2013            | tip45           | -            |                                                           |
| De mooiste jaren die komen nog                       | 2013                  | 21-12-2013            | tip49           | -            |                                                           |
| Ratatadadada                                         | 2014                  | 18-10-2014            | tip42           | -            |                                                           |
| Een beetje verliefd                                  | 2016                  | 01-10-2016            | tip44           | -            |                                                           |
| Bella Italia                                         | 2017                  | 06-05-2017            | tip             | -            |                                                           |
| Blijf vanavond heel even bij mij                     | 2018                  | 10-03-2018            | tip             | -            |                                                           |
| Leugentje om bestwil                                 | 2019                  | 20-04-2019            | tip             | -            |                                                           |
| De bom                                               | 2019                  | 21-09-2019            | tip             | -            |                                                           |
| Woonwagen mama                                       | 2019                  | 30-11-2019            | tip             | -            |                                                           |

### NPO Radio 2 Top 2000
| Nummers met noteringen in de NPO Radio 2 Top 2000 | '05 | '06  | '07 | '08  | '09  | '10  | '11  |
| ------------------------------------------------- | --- | ---- | --- | ---- | ---- | ---- | ---- |
| De regenboog (met Marianne Weber)                 | -   | 1063 | 978 | 1743 | -    | -    | -    |
| Heb je even voor mij                              | 652 | 349  | 534 | 710  | 1157 | 1812 | 1837 |

1. ↑  Een '-' betekent dat het nummer niet was genoteerd en een vetgedrukt getal geeft de hoogste notering van een nummer aan.
2. ↑  2005 was het eerste jaar met een notering voor Frans Bauer.
3. ↑  Deze tabel is bijgewerkt tot en met de laatste editie (2024).

### Dvd's
| Dvd's met hitnoteringen in de Nederlandse DVD Music Top 30 | Datum van verschijnen | Datum van binnenkomst | Hoogste positie | Aantal weken | Opmerkingen        |
| ---------------------------------------------------------- | --------------------- | --------------------- | --------------- | ------------ | ------------------ |
| Live in Ahoy '99 Deel 1                                    | 1999                  | 13-11-1999            | 2               | 2            |                    |
| Live in Ahoy '99 Deel 2                                    | 1999                  | 13-11-1999            | 1(1wk)          | 2            |                    |
| Samen met jou naar Curaçao                                 | 1999                  | 20-11-1999            | 5               | 10           |                    |
| Live in Ahoy' 2001                                         | 2002                  | 08-06-2002            | 1(3wk)          | 24           |                    |
| Live in concert                                            | 2003                  | 03-05-2003            | 8               | 12           | met Marianne Weber |
| In Thailand                                                | 2003                  | 03-05-2003            | 12              | 8            | met Marianne Weber |
| Let's make music                                           | 2003                  | 03-05-2003            | 21              | 4            | met Marianne Weber |
| Dicht bij jou in Nederland                                 | 2003                  | 29-11-2003            | 11              | 10           |                    |
| Voor jou                                                   | 2003                  | 29-11-2003            | 26              | 4            |                    |
| Live in Ahoy' 2003                                         | 2004                  | 16-10-2004            | 1(1wk)          | 41           |                    |
| 10 jaar hits                                               | 2005                  | 29-10-2005            | 1(1wk)          | 58           |                    |
| Zuid-Afrika - om van te dromen                             | 2005                  | 05-11-2005            | 1(3wk)          | 27           |                    |
| In Noorwegen                                               | 2006                  | 04-11-2006            | 1(3wk)          | 32           |                    |
| Live in Ahoy 2006                                          | 2007                  | 01-12-2007            | 1(1wk)          | 12           |                    |
| Live in het Sportpaleis                                    | 2007                  | 01-12-2007            | 9               | 4            |                    |
| Frans & Marianne in Venetië                                | 2008                  | 06-12-2008            | 4               | 20           | met Marianne Weber |
| Live in Ahoy 2008                                          | 2009                  | 07-02-2009            | 1(4wk)          | 31           | met Marianne Weber |
| Het beste van Live in Ahoy                                 | 2012                  | 28-04-2012            | 2               | 18           |                    |

| Dvd's met hitnoteringen in de Vlaamse Muziek-DVD Ultratop 10/20 | Datum van verschijnen | Datum van binnenkomst | Hoogste positie | Aantal weken | Opmerkingen        |
| --------------------------------------------------------------- | --------------------- | --------------------- | --------------- | ------------ | ------------------ |
| Live in Ahoy' 2003                                              | 2004                  | 16-10-2004            | 1(1wk)          | 19           |                    |
| 10 jaar hits                                                    | 2005                  | 22-10-2005            | 1(9wk)          | 37           |                    |
| Zuid-Afrika - om van te dromen                                  | 2005                  | 29-10-2005            | 2               | 13           |                    |
| In Noorwegen                                                    | 2006                  | 28-10-2006            | 1(3wk)          | 18           |                    |
| Live in het Sportpaleis 2006                                    | 2007                  | 24-11-2007            | 1(3wk)          | 18           |                    |
| Frans & Marianne in Venetië                                     | 2009                  | 07-02-2009            | 9               | 19           | met Marianne Weber |
| Live in Ahoy 2008                                               | 2009                  | 14-02-2009            | 1(4wk)          | 15           | met Marianne Weber |
| Het beste van Live in Ahoy                                      | 2012                  | 28-04-2012            | 5               | 6            |                    |

## Concerten
| Datum     | Productie                                                        |
| --------- | ---------------------------------------------------------------- |
| 1995      | Live In Concert (theatertour)                                    |
| 1998      | Frans Bauer - Live in Ahoy (3x)                                  |
| 1999      | Frans Bauer - Live in Ahoy (5x)                                  |
| 2001      | Frans Bauer - Live in Ahoy (7x)                                  |
| 2003      | Frans Bauer - Live in Ahoy (10x)                                 |
| 2004      | Kerst met Frans Bauer – in het GelreDome (3x)                    |
| 2005      | Frans Bauer – Live in Concert, België (7x)                       |
| 2004-2006 | Frans Bauer - Live in Concert VI (theatertour)                   |
| 2006      | Frans Bauer - Live in het Sportpaleis (4x)                       |
| 2006      | Frans Bauer - Live in Ahoy (15x)                                 |
| 2007      | Frans Bauer - Kerst in Ahoy' (3x)                                |
| 2007      | Frans Bauer - Live in Concert VII (theatertour)                  |
| 2008      | Frans Bauer - Live in het Sportpaleis (3x)                       |
| 2008      | Frans Bauer & Marianne Weber - Live in Ahoy (10x)                |
| 2009      | Frans Bauer - Live in Concert VIII (theatertour)                 |
| 2010      | Toppers in Concert (gast)                                        |
| 2011      | Frans Bauer - Live in Ahoy (2x)                                  |
| 2012-2014 | Frans Bauer - Live in Concert IX (theatertour)                   |
| 2014      | Toppers in Concert (gast)                                        |
| 2014-2016 | Frans Bauer - Live in Concert X (theatertour)                    |
| 2017-2018 | Frans Bauer - Tour de Frans (theatertour)                        |
| 2018      | Frans Bauer - Tour de Frans Martiniplaza Groningen (theatertour) |
| 2024      | Frans Bauer - Live in Ahoy (2x)                                  |